# Васильєв Валерій Юрійович
Валерій Юрійович Васильєв (рос. Валерий Юрьевич Васильев; 17 березня 1990, м. Тольятті, СРСР) — російський хокеїст, захисник. Виступає за «Сариарка» (Караганда) у Вищій хокейній лізі.
Вихованець хокейної школи «Лада» (Тольятті). Виступав за «Лада» (Тольятті), «Локомотив» (Ярославль), «Локо» (Ярославль), «Ладья» (Тольятті), «Донбас-2» (Донецьк).
У складі юніорської збірної Росії учасник чемпіонату світу 2008.
Досягнення
- Чемпіон України (2012)
- Срібний призер юніорського чемпіонату світу (2008).